# La Fée Carabosse ou le Poignard fatal
La Fée Carabosse ou le Poignard fatal és un curtmetratge mut francès de 1906 dirigit per Georges Méliès. La pel·lícula porta el nom d'una bruixa, Carabosse, que li diu a un pobre trobador que està destinat a rescatar una donzella en perill, però exigeix un preu elevat per un encanteri per ajudar el trobador en la seva recerca. Quan el trobador enganya a la bruixa per obtenir l'encanteri, ella es posa perseguir-lo i li posa diversos obstacles abans de ser finalment vençuda per les forces del bé.
La pel·lícula, que es diu que es va inspirar en el folklore bretó, combina la figura tradicional de Carabosse, creada per primera vegada en un conte de fades literari del segle XVII per Madame d'Aulnoy, amb una varietat d'altres elements màgics i llegendaris, inclosos els fantasmes, els druides i les bèsties monstruoses. Va ser encarregat pels grans magatzems Grands Magasins Dufayel perquè els nens miressin mentre els seus pares compraven. Méliès va fer la pel·lícula com un espectacle fastuós i pesat en efectes especials de la tradició féerie, possiblement apareixent-hi ell mateix. Sobreviu una impressió de la pel·lícula; els historiadors han comentat les espectaculars qualitats de la pel·lícula, la seva mescla d'atraccions de contes de fades i la qüestió ambigua de si la derrota de Carabosse està moralment justificada en el món de la pel·lícula.

## Argument
Nota: Com que la pel·lícula és muda i no té intertítols, alguns noms i detalls del resum següent s'han extret de la descripció de la pel·lícula al catàleg americà de Méliès.
Lothaire, un trobador sense diners que és l'últim d'un llinatge de cavallers galants, visita la bruixa Carabosse per esbrinar què li depara el seu futur. La bruixa li diu que rescatarà i serà estimat per una donzella en perill, actualment atrapada en un calabós com a part d'un complot del seu pare per robar-li l'herència. Carabosse convoca màgicament un retrat de la donzella perquè Lothair la reconegui. Lothair demana un encanteri per ajudar-lo a rescatar la damisela. La bruixa ofereix un trèvol de quatre fulles encantat, però li demana un preu elevat. Lothaire, que no té diners, enganya la bruixa donant-li una bossa de diners carregada de sorra, i marxa precipitadament per començar la seva recerca. Carabosse, descobrint com Lothaire l'ha enganyat, està furiosa. Es compromet a venjar-se i marxa a la recerca del trobador. Com a arma per a ella mateixa, encanta una daga perquè pugui volar per l'aire i escopir foc. Comença la persecució.
Lothaire intenta escapar de Carabosse empenyent-li munts de roques, però no són rivals per als poders màgics de la bruixa, i ella continua la persecució volant amb una escombra. Travessant un camp de monòlits sagrats construïts per antics druides, Lothaire arriba a un cementiri. Està envoltat de fantasmes, però els allunya amb el trèvol de quatre fulles. Arriba al castell de la damisela empresonada, i el troba custodiat per monstres: un gripau i un mussol gegants, un drac que escup foc i diverses serps. Lothaire està a punt de ser menjat quan apareix un sacerdot druida, a les ruïnes d'un vell altar proper. Dona un tros de vesc sagrat al trobador, que l'utilitza per domesticar els animals. Lotari continua cap al castell, on un cavaller fantasmal li obsequia amb una espasa ungida utilitzada a les Croades. Lothaire se l'agafa entre les dents i s'enfila per les parets del castell fins a la cel·la del calabós de la donzella, mentre el sacerdot druida conté la bruixa que la persegueix.
Per fi arriba a la donzella, desfà les cadenes i trenca la porta de la cel·la amb un convenient ariet. El trobador i la donzella s'escapaven just quan Carabosse arriba a la finestra, i enfurismada s'allunya sobre la seva escombra, creant una tempesta. Persegueix la parella que escapa als penya-segats d'un llac i els ataca amb la seva daga màgica. Està a punt de triomfar quan el sacerdot druida apareix de nou, ataca Carabosse amb la seva pròpia escombra i la fa caure al llac. Un dels seus sequaços, un gnom, intenta matar el druida amb una destral, però aquest gira la daga sobre el gnom i el venç. La parella, per fi segura, rep una benedicció del druida i es promet amor etern.

## Producció

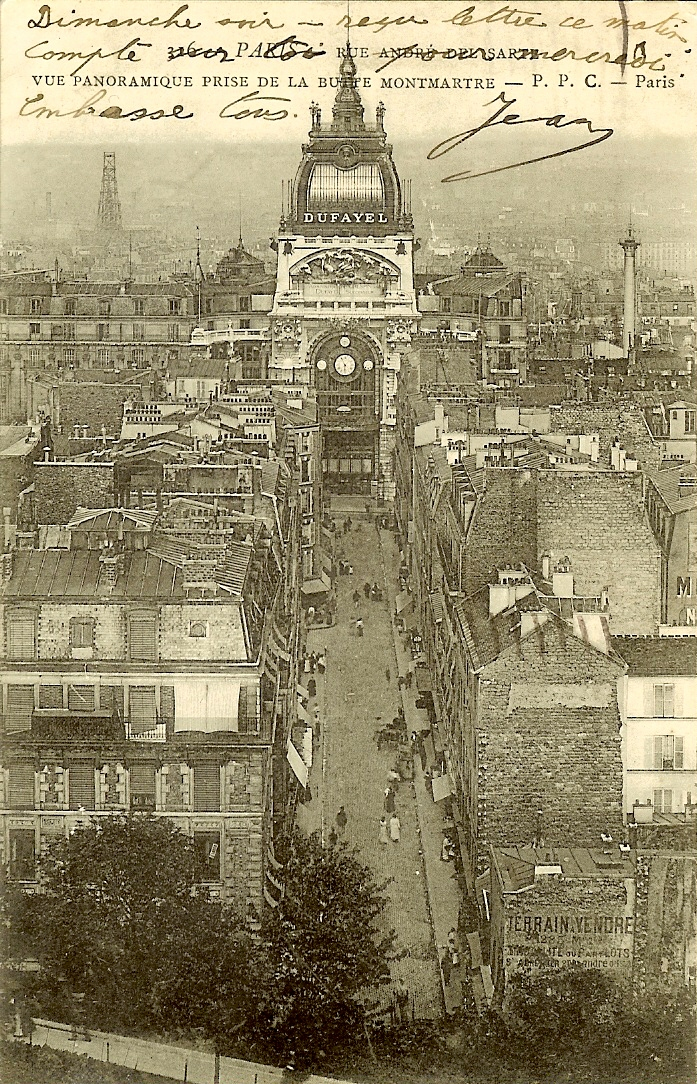
El magatzem dels Grands Magasins Dufayel, circa 1904

La pel·lícula va ser una de les diverses encarregades a Méliès pels Grands Magasins Dufayel, que projectaven pel·lícules féerie perquè els nens les vegessin en una habitació contigua mentre els seus pares anaven a comprar. Les projeccions de Dufayel anaven acompanyades de diversos arranjaments d'efectes de so, música i comentaris orals. Van tenir tant èxit que, segons un registre, els nens sempre es queixaven quan els seus pares venien a recollir-los de nou.
Segons els anuncis, la pel·lícula es va inspirar en el folklore bretó; esbossos de preproducció indiquen que Méliès inicialment tenia previst anomenar-la La Princesse Fatale. La bruixa Carabosse, per la qual finalment va rebre el nom la pel·lícula, havia estat una figura central dels contes de fades francesos des de la seva creació per Madame d'Aulnoy a la història "La Princesse Printaniére". Carabosse, actuant com una malvada fada padrina, apareix famosament a la versió de ballet de Txaikovski La Bella Dorment.
Els efectes especials de la pel·lícula es van dur a terme utilitzant maquinària escènica, escenografia rodant horitzontalment, pirotècnia, escamoteig, exposició múltiple i fosa. L'estil de lletra del títol, aparentment inspirat en l'art gòtic, es va utilitzar el mateix any a les pel·lícules de Méliès La Cardeuse de matelas i Les Bulles de savon animées. Els actors no estan acreditats, però l'historiador del cinema Georges Sadoul creia que el mateix Méliès era a la pel·lícula com la bruixa Carabosse.

## Temes
L'historiador cultural Richard Abel troba que La Fée Carabosse és coherent amb les altres espectaculars pel·lícules de féerie de Méliès, destacant les semblances amb El regne de les fades (1903). Abel situa la pel·lícula directament en la tradició artística sobrenomenada el "cinema d'atraccions", assenyalant la importància de pintar a mà per a l'atractiu de la pel·lícula i comentant que el suposat clímax narratiu, el rescat de la damisela, "sembla superficial" en comparació amb la lluita amb els monstres.
L'historiador cultural Jack Zipes també veu la pel·lícula com "una mescla de motius de contes de fades units per l'estructura narrativa típica de la féerie". Zipes, elogiant l'actuació de Méliès com a Carabosse, assenyala que la seva caiguda després de ser enganyada és una inversió de la lògica estàndard dels contes de fades, i es justifica principalment per la inclusió de motius religiosos que han de vèncer les "forces fosques del mal" que representa. Zipes conclou que "les inconsistències i les aparicions absurdes de fantasmes, un druida, un cavaller i bèsties i rèptils estan calculades per fer somriure els espectadors i reflexionar sobre si els absurds de la pantalla es poden superar amb tanta facilitat com semblen".

## Estrena

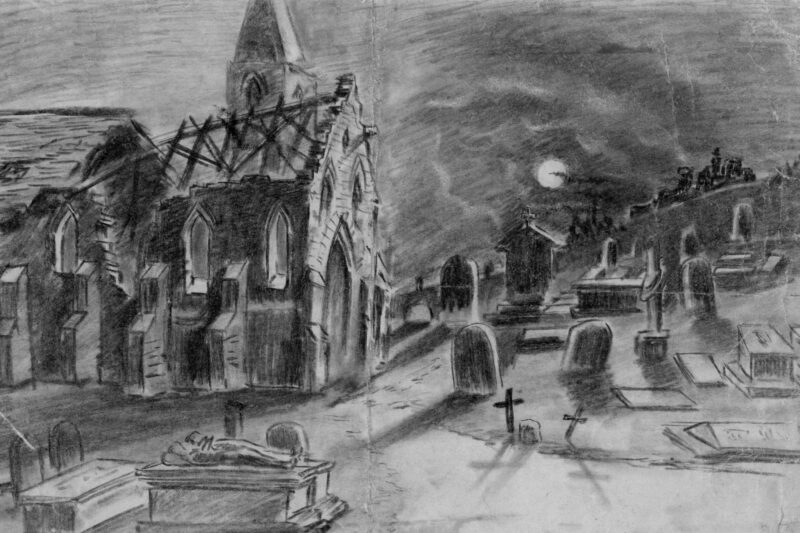
Disseny de Méliès per al conjunt del cementiri

La Fée Carabosse va ser venuda per la Star Film Company de Méliès i està numerada del 877 al 887 als seus catàlegs, on es va anunciar com una grande légende fantastique bretonne en 20 tableaux. La pel·lícula es va vendre en una sola bobina de 820 peus, que a la freqüència de fotogrames preferida de Méliès dona una durada d'uns quinze minuts. La pel·lícula estava disponible tant en blanc i negre com en colorida a mà versió venuda per un preu més alt; un conjunt de dotze fotogrames publicitaris per a la pel·lícula també estaven disponibles per separat.
Una impressió de pel·lícula de nitrat pintada a mà de La Fée Carabosse sobreviu a la Cinémathèque Française. Una restauració del conservador de pel·lícules David Shepard es va publicar en vídeo casolà l'any 2008, amb una partitura musical d'Eric Beheim, com a part d'una col·lecció de Méliès. Es va iniciar una nova digitalització en 8K i una restauració en 4K per la Cinémathèque el 2020, i es va estrenar al festival de cinema Il Cinema Ritrovato l'agost d'aquell any.